# Atacamenys

Mapa dels pobles indígenes a Xile

Els atacamenys (forma preferida a Xile), atacames (forma més utilitzada a Argentina), també anomenats apatames, alpatames, kunzes, likan-Antai o likanantaí (en el seu idioma, anomenat kunza: lickan-antay, que es tradueix aproximadament com 'els habitants del territori '), són una ètnia indígena de l'Argentina i Xile que va habitar a l'interior del desert d'Atacama (Nord de Xile i l'Argentina i Sud de Bolívia), entorn del curs del riu Lloa fins a Copiapó, ocupant també les trencades ("quebradas") i les valls d'aquest desert i les faldilles de la serralada dels Andes incloent tota la Puna meridional o Puna d'Atacama. Es van stablir a la zona fa uns nou mil anys. L'hàbitat dels atacames a Argentina va abastar els departaments que constituïen l'extingida Governació dels Andes i regions veïnes de Jujuy, Salta i Catamarca. Els seus descendents actuals en gran part viuen a les terres ancestrals a la regió dels Andes i desert d'Atacama a la regió d'Atacama, encara que molt barrejats formant part de la població criolla o confosos amb el conjunt anomenat kolla.
L'Enquesta Complementària de Pobles Indígenes (ECPI) 2004-2005, complementària del Cens Nacional de Població, Llars i Habitatges 2001 de l'Argentina, va donar com a resultat que es reconeixen i/o descendien en primera generació del poble atacama 3044 persones a l'Argentina. D'acord amb el cens efectuat a Xile l'any 2002, vivien a aquesta data 21.015 atacamenys al país. Així doncs la població actual no baixaria de 25.000 persones.
Habitualment utilitzen com a bandera la wiphala. També apareix una bandera horitzontal blau sobre verd amb un disc central blanc amb l'emblema.